# Michel Le Tellier (homme d'État)
Pour les articles homonymes, voir Michel Le Tellier et Le Tellier.
Michel (IV) Le Tellier, marquis de Barbezieux, seigneur de Chaville, d'Étang et de Viroflay, est un homme d'État français, chancelier de France en 1677, né le 19 avril 1603 à Paris et mort le 30 octobre 1685 dans la même ville.

## Biographie

### L'ascension d'une famille
Michel Le Tellier est issu d'une famille commerçante parisienne. L'aïeul connu est Pierre Le Tellier, bourgeois de Paris en 1535 et simple marchand. Son fils Michel I Le Tellier est notaire au Châtelet en 1551. La famille sort alors de la marchandise. Michel II Le Tellier est commissaire et examinateur au Châtelet en 1573, anobli en 1574, puis correcteur de la Chambre des comptes de Paris en 1575.
Marié à Perrette Locquet, le talent de sa femme, devenue la maîtresse du duc de Mayenne, chef de la Ligue, va lui permettre d'accéder à l'intendance des finances de la Ligue. Il est ensuite intendant en Champagne entre 1589 et 1591 et devient maître des comptes avant sa mort en 1608. Son fils Michel III Le Tellier, père du chancelier, a été conseiller à la Cour des aides, et marié à dame Claude Chauvelin,, mère du chancelier, fille de François Chauvelin, intendant de la reine Marie Stuart, maître des requêtes de la reine Catherine de Médicis, procureur-général de la reine Marie de Médicis.
Le chancelier Michel (IV) Le Tellier, marié à Élisabeth Turpin (cousine germaine du chancelier Etienne II d'Aligre), est aussi le père de François Michel Le Tellier de Louvois, plus connu sous le seul nom de Louvois.

Armes de la Famille Le Tellier

### Carrière
Michel Le Tellier occupe successivement les postes de conseiller d'État au Grand Conseil en 1624, procureur du roi au Châtelet de Paris en 1631, maître des requêtes en 1639, puis intendant de justice dans l'armée de Piémont en 1640 et intendant de justice en Dauphiné.
Il est nommé secrétaire d'État de la Guerre par Louis XIV en 1643 sur le conseil de Mazarin.
Pendant la Fronde, il est chargé des négociations avec les princes et participe à la signature du traité de Rueil en 1649. Par la suite, pendant les exils forcés de Mazarin, il est le principal conseiller de la reine.

#### Avant Louis XIV: une œuvre de refonte de l'armée
Le Roi n'avait pas cinq ans et déjà Le Tellier avait la charge d'administrer ses armées (1643). Alors que débute le règne personnel de Louis XIV, Le Tellier a déjà largement œuvré à l'amélioration de la première armée d'Europe.
La tâche est pourtant difficile. Les commandants de compagnies (véritables propriétaires de celles-ci dans la mesure où la charge d'officier militaire est vénale) préfèrent bien souvent, afin d'accroître le bénéfice de leur charge, corrompre les commissaires de guerre préposés aux revues, plutôt que d'enrôler le nombre d'hommes réglementaire. Le Tellier ne cesse donc de motiver ses commissaires, surveille avec soin les comptes des trésoriers généraux, les intendants d'armée.

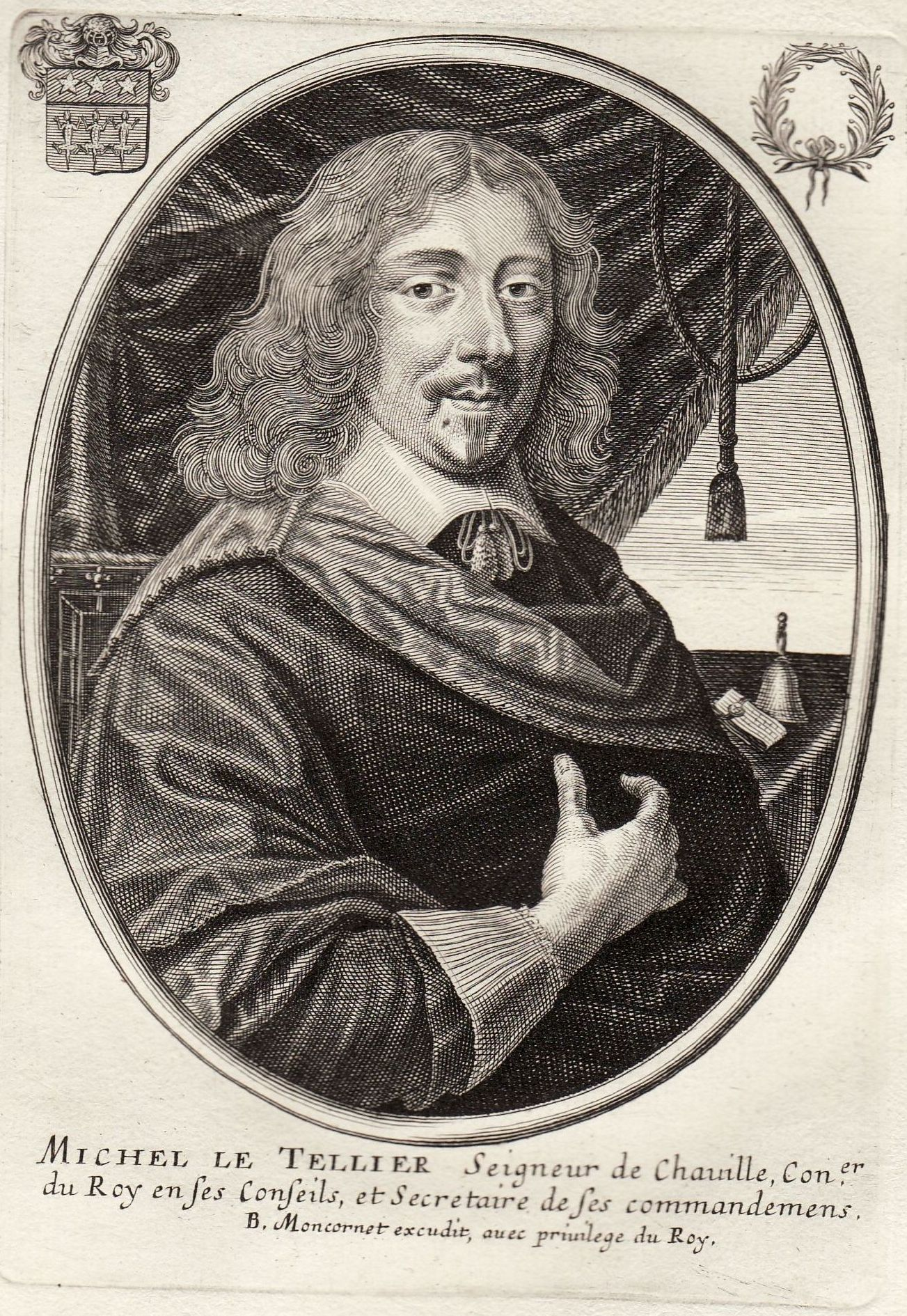
Michel Le Tellier en habit de secrétaire d'État. Estampe de Balthazar Montcornet, avant 1677

#### Sous Louis XIV: poursuite des efforts engagés
Le Roi admire la compétence de Le Tellier. Une pluie d'ordonnances signées Louis et plus bas Le Tellier achèvent de nationaliser l'armée au début des années 1660, les ordonnances tentent aussi d'améliorer la discipline. Si les résistances sont nombreuses — les généraux de haute naissance et de grande réputation supportent mal les directives des « grands commis » de Louis XIV —, de réels progrès sont cependant visibles : un département de la Guerre composé de cinq bureaux est mis en place (1 : réglementation ; 2 : contrôle du personnel ; 3 : dépêches de guerre et instruction confidentielles ; 4 : acheminement des troupes ; 5 : vivres et pensions).
Les commissaires sont repris en main et multiplient les revues faisant la chasse aux « passe-volants », ces faux soldats que paient les capitaines de compagnies en défaut, le temps d'une revue, pour remplacer les hommes qui manquent.
Louis XIV et Le Tellier savent l'importance du quotidien et du matériel. Des règles de paiement sont établies dès 1660, on met aussi en place un système d'étapes, on fixe la durée des engagements.

#### Le ministère père-fils: Le Tellier-Louvois
Le Tellier associe très tôt son fils François Michel, marquis de Louvois, à la tâche. Le Tellier, sédentaire, concentre son effort sur l'administration de l'armée et la discipline. Louvois, ministre itinérant, se réserve de préférence la technique et la tactique. 

### Le clan Le Tellier
Adepte du népotisme, Michel Le Tellier crée un réseau important de clients qui lui permettent d'asseoir son pouvoir à la cour. Sur les conseils de son beau-frère Jean-Baptiste Colbert de Saint-Pouange, il engage à son service le jeune Jean-Baptiste Colbert. Et, pour avoir un homme à lui à une place stratégique, il le recommande en 1651 à son ami, le cardinal Jules Mazarin. Avant de créer son propre clan, Colbert est donc un des éléments du clan Le Tellier.
En 1660, Madeleine Fare, fille de Michel Le Tellier, épouse Louis-Marie-Victor d'Aumont, duc d'Aumont : les Grimaldi princes de Monaco descendent de cette union (car Louise d'Aumont x 1777 Honoré IV).
En 1671, son fils cadet Charles-Maurice devient archevêque de Reims.

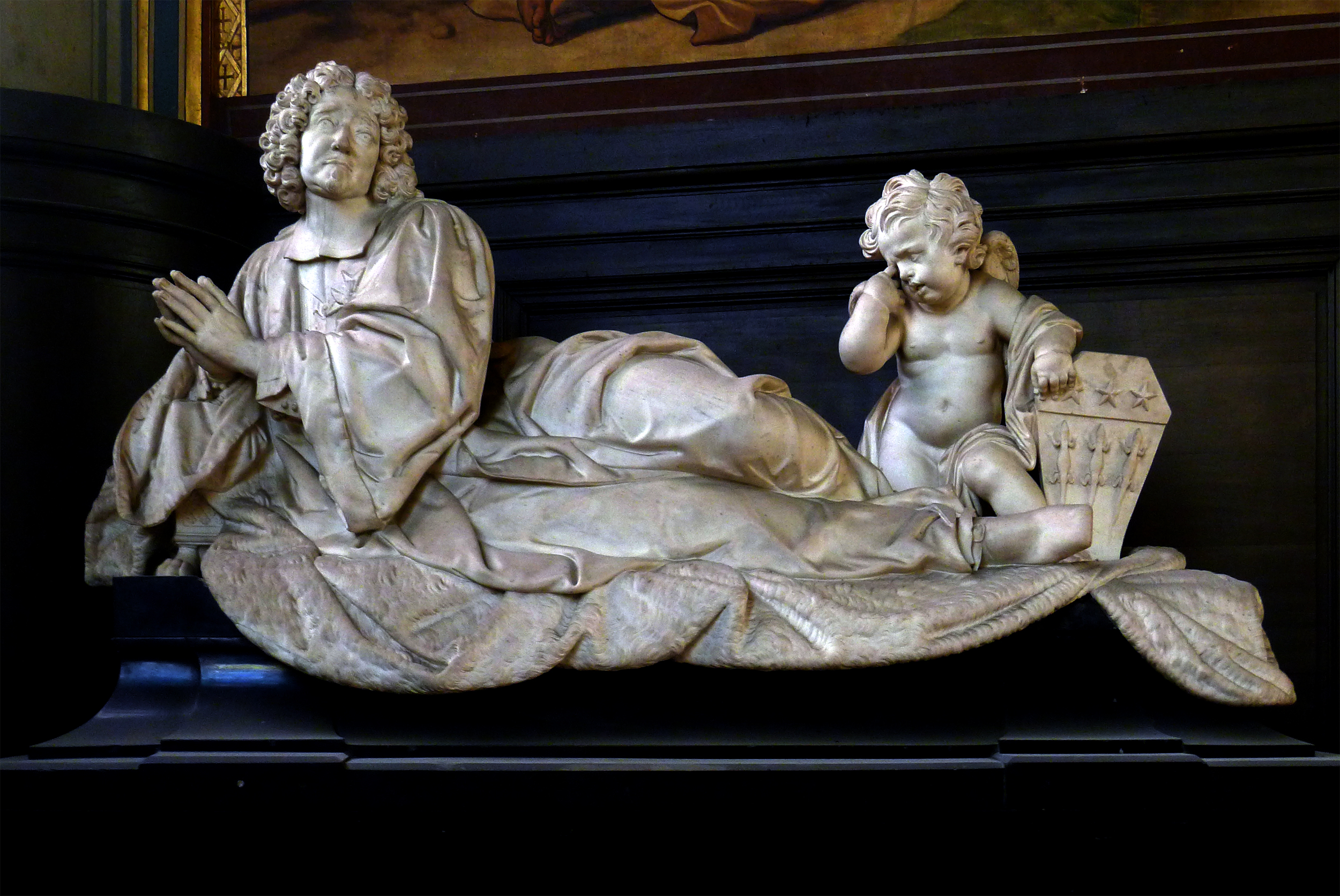
Tombeau de Michel Le Tellier, statues sculptées par Mazeline et Hurtrelle (église Saint-Gervais-Saint-Protais)

Le 27 octobre 1677, Michel Le Tellier devient chancelier de France et fait en sorte que son fils Louvois obtienne le poste de secrétaire d'État à la Guerre. En avril 1679, à titre de chancelier, Michel Le Tellier rétablit officiellement, après 460 ans, l'enseignement du droit civil à l'université de Paris. Cet enseignement avait été interdit par le pape Honorius III le 11 mai 1219.
Adversaire passionné des huguenots, Le Tellier pousse Louis XIV à révoquer l'édit de Nantes. Au sortir du Sceau où il venait de sceller la révocation de l'édit de Nantes, il a déclaré « qu'il consentait à mourir, après avoir vu l'exercice public de la Religion Prétendue Réformée bannie du Royaume ». Quelques jours après, il meurt. Son tombeau est dans une chapelle de l'église Saint-Gervais (Paris).
Louis XIV a dit de lui : « Jamais homme n'a été de meilleur conseil en toutes sortes d'affaires ».